# Sauerwiesen-Fuchsloch
Koordinaten: 49° 17′ 35″ N, 8° 43′ 40″ O
Das Naturschutzgebiet Sauerwiesen-Fuchsloch liegt auf dem Gebiet der Gemeinde Dielheim und der Stadt Wiesloch im Rhein-Neckar-Kreis in Baden-Württemberg. Das Gebiet erstreckt sich nordwestlich des Kernortes Dielheim entlang des Leimbaches und der Landesstraße L 612. Nördlich des Gebietes verläuft die L 547 und südlich die A 6.

## Bedeutung
Das rund 61 ha große Gebiet steht seit dem 18. Dezember 1996 unter der Kenn-Nummer 2.205 unter Naturschutz. Es handelt sich um „naturnahe Standorte der Talaue und Randbereiche mit spezieller und vielfältiger Feuchtgebietsvegetation (Erlen-Bruchwald, Feuchtwiesen, Röhrichte und Seggenbestände) sowie trockene Hänge mit einem Mosaik aus Halbtrockenrasen, Streuobstwiesen, Hecken, Wäldern und Rainen (Lößböschungen) mit seltenen und gefährdeten Tier- und Pflanzenarten.“